# Campionati mondiali di slittino 1981
I Campionati mondiali di slittino 1981, ventiduesima edizione della manifestazione organizzata dalla Federazione Internazionale Slittino, si tennero il 7 e 8 febbraio 1981 ad Hammarstrand, in Svezia, sulla pista omonima, la stessa sulla quale si svolsero le competizioni iridate nel 1967 e nel 1975; furono disputate gare in tre differenti specialità: nel singolo uomini ed in quello donne e nel doppio.
Vincitrice del medagliere fu la squadra tedesca orientale che conquistò il titolo nella prova femminile grazie a Melitta Sollmann, che bissò l'oro conquistato nel 1979, e nel doppio per merito dei fratelli Bernd ed Ulrich Hahn, al loro terzo trionfo iridato dopo quelli ottenuti nel 1974 e nel 1975; nel singolo uomini la vittoria andò al rappresentante della nazionale sovietica Sergej Danilin.

## Risultati

### Singolo uomini
La gara fu disputata su quattro manches nell'arco di due giorni e presero parte alla competizione 46 atleti in rappresentanza di 17 differenti nazioni; campione uscente era il tedesco orientale Dettlef Günther, nel frattempo ritiratosi dalle competizioni, ed il titolo fu conquistato dal sovietico Sergej Danilin davanti al tedesco dell'Est Michael Walter ed all'italiano Ernst Haspinger.
| Pos. | Atleti            | Nazione          | Tempo   | Distacco |
| ---- | ----------------- | ---------------- | ------- | -------- |
|      | Sergej Danilin    | Unione Sovietica | 2'56"02 |          |
|      | Michael Walter    | Germania Est     | 2'56"35 | +0"33    |
|      | Ernst Haspinger   | Italia           | 2'56"88 | +0"86    |
| 4    | Hansjörg Raffl    | Italia           | 2'57"00 | +0"98    |
| 5    | Bernhard Glass    | Germania Est     | 2'57"42 | +1"40    |
| 6    | Albert Graf       | Austria          | 2'58"47 | +2"45    |
| 7    | Uwe Handrich      | Germania Est     | 2'58"51 | +2"49    |
| 8    | Rainer Krell      | Germania Est     | 2'58"79 | +2"77    |
| 9    | Karl Brunner      | Italia           | N.D.    | N.D.     |
| 10   | Michail Zav'jalov | Unione Sovietica | N.D.    | N.D.     |

### Singolo donne
La gara fu disputata su quattro manches nell'arco di due giorni e presero parte alla competizione 22 atlete in rappresentanza di 11 differenti nazioni; campionessa uscente era la tedesca orientale Melitta Sollmann, che riuscì a bissare il titolo ottenuto nell'edizione precedente, davanti alla connazionale Bettina Schmidt ed alla sovietica Vera Zozulja, già vincitrice dell'oro iridato ad Imst 1978 e di quello olimpico a Lake Placid 1980.
| Pos. | Atleti              | Nazione          | Tempo   | Distacco |
| ---- | ------------------- | ---------------- | ------- | -------- |
|      | Melitta Sollmann    | Germania Est     | 2'42"72 |          |
|      | Bettina Schmidt     | Germania Est     | 2'42"88 | +0"16    |
|      | Vera Zozulja        | Unione Sovietica | 2'43"73 | +1"01    |
| 4    | Ilona Brand         | Germania Est     | 2'44"37 | +1"65    |
| 5    | Ingrīda Amantova    | Unione Sovietica | 2'44"56 | +1"84    |
| 6    | Mária Jasenčáková   | Cecoslovacchia   | 2'46"18 | +3"46    |
| 7    | Angelika Schafferer | Austria          | N.D.    | N.D.     |
| 8    | Petra Zillich       | Germania Ovest   | N.D.    | N.D.     |
| 9    | Gabriele Gerber     | Germania Ovest   | N.D.    | N.D.     |
| 10   | Monika Auer         | Italia           | N.D.    | N.D.     |

### Doppio
La gara fu disputata su due manches nell'arco di un solo giorno e presero parte alla competizione 30 atleti in rappresentanza di 10 differenti nazioni; campioni uscenti erano i tedeschi occidentali Hans Brandner e Balthasar Schwarm, nel frattempo ritiratisi dalle competizioni, ed il titolo fu conquistato dai fratelli tedeschi dell'Est Bernd ed Ulrich Hahn, già campioni del mondo nel 1974 e nel 1975, davanti ai connazionali Bernd Oberhoffner e Jörg-Dieter Ludwig ed ai rappresentanti della Germania occidentale Hans Stanggassinger e Franz Wembacher.
| Pos. | Atleti                               | Nazione          | Tempo   | Distacco |
| ---- | ------------------------------------ | ---------------- | ------- | -------- |
|      | Bernd Hahn Ulrich Hahn               | Germania Est     | 1'20"26 |          |
|      | Bernd Oberhoffner Jörg-Dieter Ludwig | Germania Est     | 1'20"60 | +0"34    |
|      | Hans Stanggassinger Franz Wembacher  | Germania Ovest   | 1'20"80 | +0"54    |
| 4    | Günther Lemmerer Reinhold Sulzbacher | Austria          | 1'21"27 | +1"01    |
| 5    | Juris Ėjsaks Ėjnars Vejkša           | Unione Sovietica | 1'21"80 | +1"54    |
| 6    | Hansjörg Raffl Karl Brunner          | Italia           | 1'22"02 | +1"76    |
| 7    | Michail Zav'jalov Valerij Petrov     | Unione Sovietica | N.D.    | N.D.     |
| 8    | Bernhard Kammerer Walter Brunner     | Italia           | N.D.    | N.D.     |
| 9    | Marek Skowronski Wojciech Kania      | Polonia          | N.D.    | N.D.     |
| 10   | Dan Comsa Constantin Raducanu        | Romania          | N.D.    | N.D.     |

## Medagliere
| Posizione | Nazione          | Oro | Argento | Bronzo | Totale |
| --------- | ---------------- | --- | ------- | ------ | ------ |
| 1         | Germania Est     | 2   | 3       | 0      | 5      |
| 2         | Unione Sovietica | 1   | 0       | 1      | 2      |
| 3         | Germania Ovest   | 0   | 0       | 1      | 1      |
| 3         | Italia           | 0   | 0       | 1      | 1      |
| Totale    | Totale           | 3   | 3       | 3      | 9      |